# ウインクキラー
ウインクキラーは、ウインクを使って行うゲームの一種である。

## ルール
参加者の人数は問わないが、ある程度多いことが望ましい。ウインクキラーでの「役割」は、「主犯者」「共犯者」「一般市民」の3つである。「主犯者」は一人、「共犯者」は人数により異なるが、全体で6人以下の場合は一人、それよりも大人数の場合には、2～3人程度が望ましい。トランプなどを用いて、例えばジョーカーが「主犯者」、クイーン(12)を「共犯者」などにして、配られたカードを各人が自分だけみて、自分が「主犯者」「共犯者」「一般市民」のどれかを知ってゲームをスタートする。
「主犯者」「共犯者」は、「一般市民」に対してウィンクをすることで「殺す」ことができる。「主犯者」と「共犯者」は、他の「主犯者」や「共犯者」は「殺す」ことができない。
「一般市民」が「主犯者」か「共犯者」にウインクをうけて「殺されて」しまった場合には、しばらくして「殺された」ことを宣言し、トランプをひっくり返すなどしてそれを示す。その宣言までは、5秒くらいの間をおき、ウインクではなく、顔を合わせたことだけで犯人を見つけるヒントになってしまうことを避けるようにする。「殺された」場合は、そのゲームが終わるまではゲームに復帰することはできない。
「一般市民」は、ウィンクをして他者を「殺す」ことはできない。逆に「一般市民」は、「主犯者」や「共犯者」に「殺され」ないように、目をそらしつつ「主犯者」を探すのが目標となる。もし「主犯者」らしき参加者を見つけた場合には、「告発」などと言いつつ手を挙げ「主犯者」の指名に挑戦することができる。しかし、その場合には他の者が保証人となることが必要となり、保証人となろうとする者は「告発」があった場合には、「同意」などといい同じく手をあげる。そして「告発」をした者と保証人とでタイミングを揃えて「主犯者」と思われる人を指でさす。二人が同じ人を指差した場合は、さされた人はカードを表にしゲームから離脱する。異なる人を指した場合は「告発」をした人が脱落する。そのため「告発」した者は、保証人と一致しそうにない場合は、「却下」などといって「告発」を取りやめることもできる。
二人に指を指された人が実際に「主犯者」の場合には「主犯者」が検挙されて敗北したものとして、ゲームが終了する。もし「主犯者」ではなく、「共犯者」や「一般市民」だった場合は、その者が「殺されて」ゲームから脱落するだけで、ゲームは続行される。「一般市民」が全て「殺されて」しまった場合に、「主犯者」「共犯者」の勝利となる。
「主犯者」は、その立場を隠し「同意」を行うことができるが、「告発」は行えない。「共犯者」は「告発」も「同意」も行えない（「同意」は可能とするルールもある）。「主犯者」などは、敢えて「告発」に対して保証人となることで「告発」を失敗させることもできる一方で、「告発」や「同意」を行うことで「一般市民」は、自分が「主犯者」などではないことを、アピールすることができる。
「却下」を採用しないルールも使われる。「保証人」を必要とせずに「告発」できる「探偵」や「警察」といった役割を採用するルールもある。
ルールは、グループによって様々だが、疑心暗鬼を楽しむゲームであることに変わりは無い。また、表情などから心理を読み取ったり、殺される人の位置（犯人の正面が殺される場合が多い）などから犯人を推理したり、頭を使うゲームだとも言える。

## 役割
主犯者
「殺害」「同意」
「一般市民」を全て「殺害」すれば勝利
「告発」され、保証人とともに指さされると負け
「共犯者」には「殺害」されない
共犯者
「殺害」（「同意」が可能なルールも）
「一般市民」を全て「殺害」すれば勝利
「主犯者」が「告発」され、保証人とともに指さされると負け
自身が「告発」され、保証人とともに指さされるとゲーム離脱
「主犯者」や他の「共犯者」には「殺害」されない
一般市民
「告発」「同意」
「主犯者」を特定し、保証人とともに指させば勝利
「主犯者」や「共犯者」にウインクをされると「殺害」され脱落
「告発」して保証人と指さす相手が一致しなければ脱落